# Bas Muijs (zanger)
Bas Muijs (Den Haag, 11 oktober 1948) is een Nederlandse zanger, vooral bekend door de hit Stars on 45, een medley van nummers van de Beatles waarmee in 1981 een wereldwijde hit gescoord werd. In het nummer zingt Muijs de partijen van John Lennon. In de muziekwereld gebruikt Muijs een andere spelling van zijn achternaam: Muys. Dit is in de jaren '80 bewust veranderd vanwege zijn internationale bekendheid.

## Biografie
Muijs begint jaren zeventig de Haags/Voorburgse band Smyle waar hij zich met zijn bandleden specialiseert in de sound van de Beatles. Naast covers van de Beatles speelt Smyle ook veel muziek van de Rolling Stones en The Kinks. Met de singles It's gonna be alright (1972) en The Tandem (1973) scoort de band hits die wekenlang in de Top 40 staan. 
Muijs blijft als muzikant actief na het uiteenvallen van Smyle in 1974 en wordt in 1980 gevraagd voor het project Stars on 45 door producer Jaap Eggermont. De beatlemedley Stars on 45 die begin '81 uitkomt, werd een enorm succes. Het leidde zelfs tot een nummer 1-hit in de Verenigde Staten en Groot-Brittannië. Het succes is mede te danken aan de zangstem van Muijs die heel sterk op de stem van John Lennon lijkt. Julian Lennon, de zoon van John, zei in een interview:  "Ja, ik klink als mijn vader, maar niet zoals die Hollandse jongen op Stars on 45. Dat is écht bovenaards."
Muijs verleent zijn stem aan het inzingen van commercials en tv-tunes in de jaren '80 en '90, en hij werkt mee aan een paar muziekprojecten waarbij hij fragmenten uit Beatlesongs covert in nieuwe muziek. Zijn baan en gezinsleven eisen steeds meer tijd, zodat hij zich in de jaren '00 en '10 nauwelijks nog bezighoudt met muziek.
Daar komt in 2022 verandering in, als op zijn zolder door zijn zoon oude muziektapes worden gevonden. Het blijken compleet afgemixte nummers te zijn, opgenomen in 1981. Na het grote succes van Stars on 45 schreef en componeerde Muijs zelf een compleet album, toen zijn bekendheid grote vormen had aangenomen. De platenmaatschappij beoordeelde het album dat jaar en was enthousiast, maar besloot de muziek, op één single na (Oh Terry/You don't know) toch niet uit te brengen. Het zou te veel op de Beatles lijken. Muijs bewaarde de kopieën van het album en dat bleek een goede beslissing, want ruim veertig jaar later bleken de mastertapes te zijn verdwenen. De kopieën werden gedigitaliseerd, gerestaureerd en geremasterd en besloten werd het album alsnog uit te brengen. Niet via een platenmaatschappij, maar in eigen beheer. Het album kreeg de titel HOLD ON, het eerste exemplaar werd in Haags popcentrum Musicon uitgereikt door muziekkenner Leo Blokhuis, waarna Muijs met zijn pas opgerichte Bas Muys-band een miniconcert gaf.

## Familie
Bas Muijs is de vader van drie zoons, onder wie acteur en presentator Bas Muijs jr.